# Calocheiridius africanus
Calocheiridius africanus är en spindeldjursart som beskrevs av Beier 1955. Calocheiridius africanus ingår i släktet Calocheiridius och familjen Olpiidae. Inga underarter finns listade.